# Elke Wree
Elke Wree (geboren 1. Juni 1940 in Flensburg) ist eine deutsche Malerin.

## Leben
Elke Wree studierte von 1960 bis 1962 Kunstgeschichte an der Universität Kiel. Anschließend studierte sie bis 1967 Malerei an der Akademie der Bildenden Künste Karlsruhe unter Heinrich Klumbies, dem sie auch später verbunden blieb, und an der „Hochschule für bildende Künste“ in Berlin unter Hann Trier. Es von folgte 1967 bis 1968 ein Auslandsstipendium des DAAD in Paris.
Wree ist Mitglied des Künstlerbundes Baden-Württemberg und der Münchner Secession. Wohnsitz und Mittelpunkt ihrer künstlerischen Tätigkeit ist Karlsruhe. 2004 erhielt Wree den Hanna-Nagel-Preis der Stadt Karlsruhe.

## Werk
Anlass und Ursprung Wrees Malerei lagen zunächst in der Natur. Das Erlebnis und die Erinnerung bestimmter Landschaften, Randzonen der Erde, homogener Welten wie Meer, Wüste, Wasserflächen und Himmel schufen und bewahrten einen Bezug zur Realität und beflügelten die Lust am Malen.
In der fortschreitenden Abstrahierung gewinnt der Malprozess selbst an Bedeutung und die Umsetzung von Emotion spielt eine größere Rolle. Heute sind die Bilder weitgehend von der geschauten Welt gelöst, sind das Resultat autonomer Farbräume und Farbgesten, die sich in vielen Schichten überlagern. Es entstehen fließende Kompositionen von differenzierter nuancenreicher Farbigkeit. Malerei und Zeichnung verbinden sich untrennbar miteinander und vermitteln dem Betrachter ein Empfinden von Räumlichkeit, Bewegung und Transparenz. So können die Bilder wie „innere Landschaften“ gesehen werden, dass sie „Welt“ umfassen in Ordnung und Chaos, in all ihrer Vielfalt und das Weben zwischen allen Dingen und damit das Leben selbst beschreiben.
Michael Hübl schreibt in dem Glückwunsch zu Wrees 80. Geburtstag Geburtstag, „Weiß, meist in zarten Abtönungen, ist die zentrale Farbe in Wrees Palette.“ Dabei stehe manchmal das Weiß im Widerstreit mit dem Schatten, dem Dunklen.
Anlässlich Elke Wrees 80. Geburtstag ist eine Gesamtschau „Spuren von Licht und Zeit. Malerei auf Leinwand und Papier“ zu sehen.

## Ausstellungen
- 2020 Spuren von Licht und Zeit. Malerei auf Leinwand und Papier. Südwestgalerie Niederalfingen: 27. September – 25. Oktober 2020
- 2020 Lebenslinien, Galerie Knecht und Burster, Karlsruhe
- 2020 Erinnerungsgewebe, Kunstverein Bruchsal
- 2019 Landschaftszeichen, Kunstforum Hohenwart, Pforzheim
- 2019 Landschaftsspuren, Haus der Betriebswirtschaft, Universität Hamburg
- 2018 11 aus 43, Galerie Knecht und Burster
- 2018 Sun Valley, one artist show, art KARLSRUHE, Galerie Knecht und Burster
- 2017 Stand der Dinge, Künstlerbund Baden-Württemberg, Kunstmuseum Singen
- 2017 Violet Gardens, Lorraine Ogilvie Gallery, Marburg
- 2016 Ferne und nahe Gärten, Galerie Knecht und Burster, Karlsruhe
- 2015 Elemental Realms, Agora Gallery, New York (G)
- 2015 Skulpturen und Bilder – Silvia Siemes und Elke Wree, Galerie Cyprian Brenner, Schwäbisch Hall
- 2014 Linie – Farbe – Licht. Malerei aus vier Jahrzehnten Museum Ettlingen, Schloss
- 2012 Gestern – heute – morgen, Jahresausstellung des Künstlerbundes Baden – Württemberg, Stuttgart
- 2011 Umgehängt: Spektral – Diametral – von Künstlerinnen und Künstlern seit 1960, Städtische Galerie Karlsruhe
- 2009 WAS UNS ANTREIBT Große Kunstausstellung 2009, Haus der Kunst, München
- 2008 MEDIUM ZEICHNUNG, Große Kunstausstellung 2008, Haus der Kunst, München
- 2008 HAUS – MYTHOS UND METAPHER, Oberste Baubehörde im Bayerischen Staatsministerium des Inneren
- 2007 Von der Zeichnung zur Installation, Hanna Nagel und die Hanna-Nagel-Preisträgerinnen, Städtische Galerie Karlsruhe
- 2006 Elke Wree: Bilder, Jens Trimpin: Skulpturen Kunstverein Germersheim im Zeughaus
- 2006 Nähe und Ferne, Papierarbeiten, Forschungszentrum Karlsruhe
- 2005 ZeitRaumZeichen, 50 Jahre Künstlerbund Baden-Württemberg e.V., Schloss Achberg
- 2004 Wolken und Steine, Elke Wree: Bilder, Jens Trimpin: Skulpturen, Bundesanwaltschaft Karlsruhe
- 1982 Landschaftsbilder, Städtisches Museum Flensburg

## Kataloge
- 2018	Sun Valley. art KARLSRUHE
- 2017	Violet Gardens. Lorraine Ogilvie Gallery
- 2016	Ferne und nahe Gärten. Galerie Knecht und Burster
- 2014 Zur Ausstellung Linie – Farbe – Licht. Malerei aus vier Jahrzehnten:
  - elke wree – Arbeiten auf Papier. Michael Inhof Verlag, Petersberg, 2014. ISBN 978-3-7319-0098-6.
  - elke wree – Bilder. Michael Inhof Verlag, Petersberg, 2014. ISBN 978-3-7319-0098-6.
- 2014	Bilder. Texte: Andreas Franzke, Erika Rödiger-Diruf, Jutta Glüsing, Ursula Merkel
  - Die Wahrheit der eigenen Wahrnehmung – zu Elke Wrees Malerei seit 1990 (Dr. Ursula Merkel)
- 2014  elke wree: Arbeiten auf Papier. Text: Kirsten Voigt. Kohärenz im Meer des Möglichen
- 2009	Elke Wree: Herbert-Weisenburger-Stiftung Rastatt. Texte: Thomas Hirsch, Marlene Angermeyer-Deubner
- 2004	Elke Wree: Hanna Nagel Preis 2004. Badischer Kunstverein Karlsruhe. Texte: Erika Rödiger-Diruf, Ursula Merkel
- 2004	Bilder. galerie jochen höltje. Text: Andreas Franzke
- 2003	Wolkenmeere – Meereswolken. Schifffahrtsmuseum Flensburg. Text: Jutta Glüsing
- 1997	Arbeiten 1991–97. Text: Marlene Angermeyer-Deubner
- 1991	Küstenlandschaft – Aquarelle von Sylt. Schifffahrtsmuseum Flensburg. Text: Jutta Glüsing
- 1991	Malerei 1985–90. Galerie Hilbur. Text: Wilhelm Gall
- 1982	Landschaftsbilder. Städtisches Museum Flensburg. Texte: Wilhelm Gall, Heinrich Klumbies